# Otto Frello

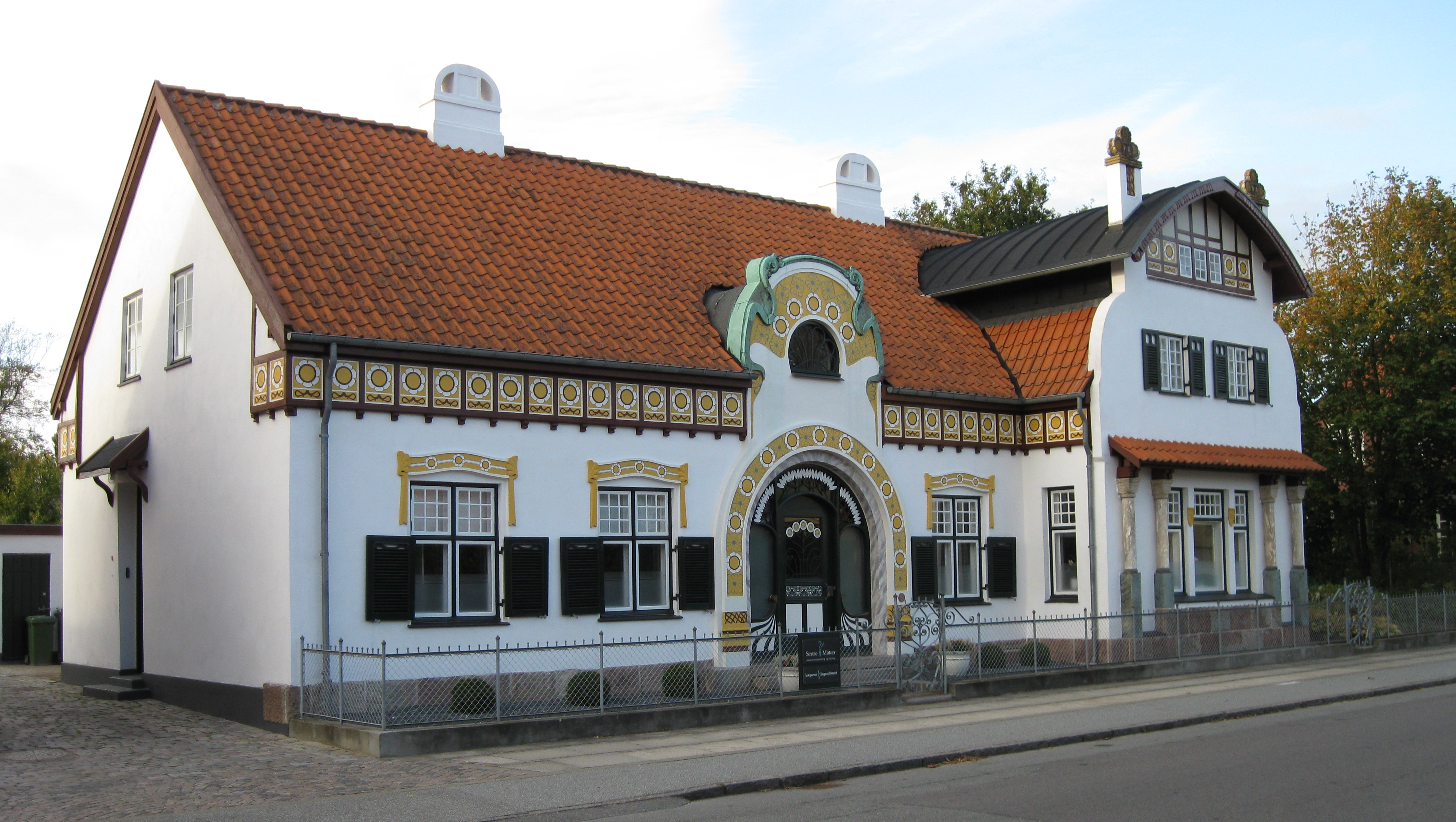
"Jugendhuset" i danska Varde fungerade länge som museum för bland annat Frellos konst.

Otto Frello, född 6 april 1924 i Outrup vid Varde, död 24 mars 2015, var en dansk målare och serieskapare. Han tecknade bland annat serien Olsen-bandens store kup, efter filmen med samma namn. Frellos bildkonst, som innehåller absurda och fantastiska drag, finns bland annat utställd i hemorten Varde.

## Biografi
Frello utbildade sig 1948–1950 vid Akademiet for fri og merkantil kunst där han sedan arbetade som lärare 1950–1966 och föreståndare 1960–1967. År 1977 tecknade han serien Olsen-bandens store kup efter filmen med samma namn. Frellos breda genombrott som målare kom när han som 65-åring ställdes ut på Varde Museum ("Jugendhuset").
Typiskt för hans måleri är ett fokus på hantverk och ett samspel medan dåtid och nutid. Flera av hans målningar blandar miljöer från 1700-talets Köpenhamn med inslag från samtiden, något han inspirerades till av sitt eget hus från 1797, beläget på Brolæggerstræde i Köpenhamns Indre By, med många bevarade originalinteriörer. Därtill använde Frello ofta förskjutna perspektiv i sina bilder. Weilbachs Kunstnerleksikon betonar hans "surreella, absurda värld" och jämför honom med Hieronymus Bosch och Pieter Brueghel den äldre.
Efter Frellos död 2015 hittade hans änka och son en gömd målning från 1978, Frokost i det grønne, i en av husets väggar. Enligt sonen ville Frello inte omedelbart förknippas med målningen, som avviker något i stil från hans övriga verk.